# PGC 2069189
LEDA/PGC 2069189 ist eine Galaxie im Sternbild Corona Borealis am Nordsternhimmel. Sie ist schätzungsweise 1,3 Milliarden Lichtjahre von der Milchstraße entfernt. 

Im selben Himmelsareal befindet sich u. a. die Galaxie NGC 6104, NGC 6108, NGC 6110, NGC 6112.